# هاوارد استابروک
هاوارد استابروک (انگلیسی: Howard Estabrook؛ زاده ۱۱ ژوئیهٔ ۱۸۸۴ درگذشته ۱۶ ژوئیهٔ ۱۹۷۸) یک هنرپیشه، کارگردان، تهیه‌کننده و فیلم‌نامه‌نویس اهل آمریکایی بود.
وی بین سال‌های ۱۹۰۴ تا ۱۹۵۹ میلادی فعالیت می‌کرد.

## جوایز
- جایزه اسکار بهترین فیلم‌نامه اقتباسی

## فیلم‌شناسی
- سیمارون (۱۹۳۱)
- فرشته‌های جهنم (۱۹۳۰)
- مرد بد (۱۹۳۰)